# У (кана)
う в хирагане и ウ в катакане — символы японской каны, используемые для записи ровно одной моры. В современном японском языке находится на третьем месте в слоговой азбуке, после い и перед え.

## Происхождение
う и ウ появились в результате упрощённого написания кандзи 宇 (дом).

## Фонетика и транскрипция
う и ウ соответствуют звуку /ɯ/ в Международном фонетическом алфавите. В системе Поливанова соответствуют кириллическому «у», поэтому при транскрибировании японских слов на русский язык う и ウ записываются как «у».
う, кроме непосредственного произношения и написания как «у», также может удлинять звучание предыдущего слога, оканчивающегося на «о», «у», «ё» или «ю», например, ありがとう (аригато:, спасибо). При транскрибировании японских слов на русский язык это оформляется либо с помощью макрона (например, о̄), либо двоеточием (например, о:).

## Варианты написания
Знаки ヴ и ゔ являются нововведением, призванным выражать твёрдый звук «в» в иностранных языках, но так как такого звука в японском нет, его часто произносят как б.

## Написание
|  |  |

Знак хираганы «う» записывается с помощью двух штрихов:
1. сверху пишется слегка наклоненная вниз линия направленная слева направо;
2. снизу пишется изогнутый штрих, начинающийся слева, немного поднимающийся, а затем поворачивающийся назад и заканчивающийся слева внизу

Знак катаканы «ウ» записывается с помощью трех штрихов:
1. сверху пишется небольшой вертикальный штрих идущий сверху вниз;
2. такой же штрих, но расположенный ниже и левее;
3. угловой штрих, начинающийся как горизонтальная линия, касающаяся первых двух штрихов, направленная слева направо, затем меняющая направление вниз и справа налево как кривая диагональная линия.

## Коды символов вкодировках
- Юникод:
  - う: U+304A,
  - ウ: U+30AA.